# Borrell I de Pallars
Borrell I de Pallars (? - v 995), conde de Pallars (948-995). Hijo del conde Lope I de Pallars y su esposa Gotruda de Cerdaña. Era nieto por línea materna de los condes Miró II de Cerdaña y Dela de Ampurias.
A la muerte de su padre, el 948, y por la renuncia de su tío Isarn I de Pallars, ascendió junto con sus hermanos Ramon y Suñer al trono del condado de Pallars.

## Nupcias y descendencia
Se casó con Ermengarda de Rouergue, hija del conde Ramón de Rouergue. De esta unión nacieron:
- Ermengol I de Pallars (?-1030)
- Guillem de Pallars
- Isarn de Pallars
- Miró de Pallars
- Ava de Pallars
- Ermengarda de Pallars

A su fallecimiento designó sucesor a su hijo Ermengol I de Pallars, quien cogobernó con su tío Suñer I de Pallars.
| Predecesor: Isarn I y Lope I | Conde de Pallars junto a Ramón II y Suñer I 948-995 | Sucesor: Ermengol I y Suñer I |